# 李強 (サッカー選手)
李 強 （イ・ガン、이강、1992年9月10日 - ）は、中国出身で後に韓国国籍を取得した元サッカー選手。ポジションはMF。水戸ホーリーホックにおける登録名はイ・カンであった。

## 経歴
道峰中学校を経てKFA優秀選手海外留学プログラムによりドイツの1.FCニュルンベルクの下部組織に留学した。帰国後は通学先の高校のサッカー部でプレーした。各年代別韓国代表を経験し、2009年にはU-17ワールドカップメンバーに選出された。

### 水戸ホーリーホック
2011年、Jリーグ・水戸ホーリーホックに入団。東日本大震災発生後に一時帰国し、3月下旬のチームの活動再開に合わせて合流していたが、余震や福島第一原発事故への不安から契約解除を要望し、4月に退団した。

## 所属クラブ
プロ経歴
- 2011年2月 - 4月 水戸ホーリーホック
- 2011年8月 - 12月 木浦市庁FC

## 個人成績
| 国内大会個人成績 | 国内大会個人成績 | 国内大会個人成績 | 国内大会個人成績 | 国内大会個人成績 | 国内大会個人成績 | 国内大会個人成績 | 国内大会個人成績 | 国内大会個人成績 | 国内大会個人成績 | 国内大会個人成績 | 国内大会個人成績 |
| 年度             | クラブ           | 背番号           | リーグ           | リーグ戦         | リーグ戦         | リーグ杯         | リーグ杯         | オープン杯       | オープン杯       | 期間通算         | 期間通算         |
| 年度             | クラブ           | 背番号           | リーグ           | 出場             | 得点             | 出場             | 得点             | 出場             | 得点             | 出場             | 得点             |
| 日本             | 日本             | 日本             | 日本             | リーグ戦         | リーグ戦         | リーグ杯         | リーグ杯         | 天皇杯           | 天皇杯           | 期間通算         | 期間通算         |
| ---------------- | ---------------- | ---------------- | ---------------- | ---------------- | ---------------- | ---------------- | ---------------- | ---------------- | ---------------- | ---------------- | ---------------- |
| 2011             | 水戸             | 27               | J2               | 0                | 0                | -                | -                | -                | -                | 0                | 0                |
| 通算             | 日本             | 日本             | J2               | 0                | 0                | -                | -                | 0                | 0                | 0                | 0                |
| 総通算           | 総通算           | 総通算           | 総通算           | 0                | 0                | 0                | 0                | 0                | 0                | 0                | 0                |

## 代表歴
- 2007年：U-15韓国代表
- 2008年：U-16韓国代表
- 2009年：U-17韓国代表（2009 FIFA U-17ワールドカップ）